# 15128 Patrickjones
15128 Patrickjones eller 2000 EG46 är en asteroid i huvudbältet som upptäcktes den 9 mars 2000 av LINEAR i Socorro County, New Mexico. Den är uppkallad efter Patrick K. Jones.
Asteroiden har en diameter på ungefär 4 kilometer.